# خانکی-کولونگا
خانکی-کولونگا (به لهستانی:  Hanki-Kolonia) یک روستا در لهستان است که در گمینا میروسواویتس واقع شده‌است. خانکی-کولونگا ۹۲ نفر جمعیت دارد.